# Bataille de Gedaref
Guerre des Mahdistes (1881-1899)
Batailles
- Aba
- El Obeid
- Première bataille d'El Teb
- Deuxième bataille d'El Teb
- Tamai
- Trinkitat
- El Eilafun
- Abu Klea
- Abu Kru
- Khartoum
- Kirbekan
- Hashin
- Tofrek
- Ginnis
- Metemma
- Toski
- Agordat
- Barca
- Tokar
- Serobeti
- Agordat
- Kassala
- Gulusit
- 1er Sebderat
- 2e Sebderat
- Mokram
- Tucruf
- Firkat
- Hafir
- Bedden
- Redjaf
- Abu Hamed
- Atbara
- Omdurman
- Fachoda
- Gedaref
- Roseires
- Umm Diwaykarat

La bataille de Gedaref est livrée le 22 décembre 1898 au Soudan pendant la guerre des Mahdistes. Une colonne égyptienne commandée par le colonel Parsons s'empare de la ville après avoir mis en déroute les derviches de l'émir Saadullah.

## Sources
- (en) Philip Warner, Dervish : the rise and fall of an African Empire, Ware, Hertfordshire, Wordsworth Editions, coll. « Wordsworth military library », 2000, 235 p. (ISBN 978-1-840-22246-3)